# Domenico Bellini
Domenico Francesco Bellini (Campobasso, 9 marzo 1817 – Roma, 14 settembre 1889) è stato un patriota italiano.
Per la sua attività di pubblicista, fu uno dei protagonisti del Risorgimento nel Molise.

## Biografia

### Gioventù e rivoluzione
Nasce da famiglia borghese, da almeno due secoli attiva nel commercio, ma la sua generazione è avviata alle professioni liberali. Inviato a Napoli a studiare giurisprudenza, frequenta la casa del barone Giuseppe Poerio e dei suoi due figli, Alessandro e Carlo, e quella della poetessa Maria Giuseppa Guacci. Entra allora in contatto con le idee liberali, entusiasmandosene al punto che - scriverà - "il cospirare divenne la passione predominante del mio animo".
Rientrato a Campobasso, fonda assieme al più giovane Pasquale Albino la rivista Il Sannita, uno dei più noti esempi del giornalismo liberale pre-unitario nel Mezzogiorno. Ne escono ventiquattro numeri tra l'11 marzo ed il 21 settembre 1848. Bellini e Albino esprimono il bisogno della borghesia locale di uscire dall'arretratezza, di legare la provincia con Napoli, pur senza un’analisi sistematica dei motivi di tale arretratezza. La promulgazione dello Statuto da parte di Ferdinando II delle Due Sicilie è accolta con entusiasmo, ma, quando la guerra contro l’Austria viene interrotta, seguono la delusione e infine la denuncia esplicita del disegno reazionario.

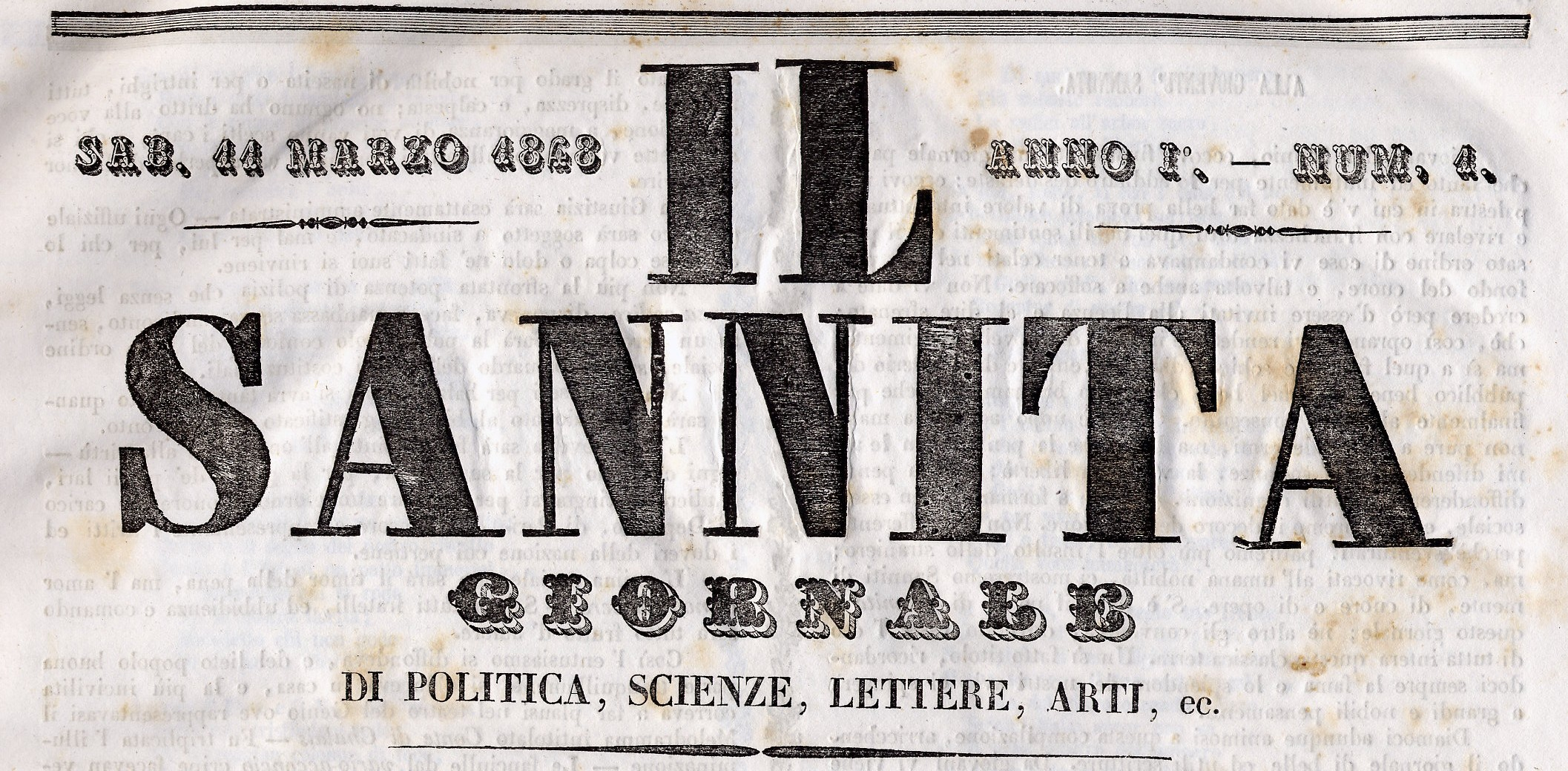
Il primo numero de Il Sannita, testata

Ad agosto, Bellini è costretto a dimettersi. La direzione è affidata esclusivamente ad Albino, la polemica anti-borbonica si attenua e nei numeri successivi Il Sannita finisce per assumere un carattere di periodico letterario. Bellini ricomparirà solo nell'ottobre con l'intenzione di rilanciare il giornale con un taglio diverso: "non si occuperà che di politica, e di cose che puramente riguardano la nostra provincia". Ne uscirà un solo numero.
Bellini è obbligato a soggiornare dapprima a Foggia e poi a San Severo, sotto vigilanza. Nel settembre 1849 un'inchiesta giudiziaria sulle manifestazioni del luglio 1848 porta all'incriminazione di sessantaquattro liberali, tra cui Bellini, che viene incarcerato. Il 4 luglio 1851 il processo si conclude con una condanna di colpevolezza per "spargimento di notizie sediziose". Il reato viene però condonato e Bellini è rimesso in libertà. Il giornale ricomparirà solo nell'ottobre 1860, uscendo, con venticinque numeri, sino al marzo 1862.

### Dopo l'Unità
La "rivoluzione disciplinata", guidata in Molise dal cavouriano Nicola De Luca, si confronta subito, nel settembre – ottobre 1860, con la sanguinosa reazione borbonica, nota come rivolta di Isernia. Bellini è nominato da De Luca capitano dei volontari della Legione Sannita e partecipa alla breve e dura campagna militare che porta infine alla riconquista della città da parte delle truppe sabaude. 
Dalla spedizione di Isernia ritorna con impresse nella memoria "scene di orrore e sangue", "inorridito allo strazio che il dispotismo politico e religioso hanno fatto di una classe di popolo, in modo da non più riconoscere l'uomo". La repressione della rivolta – scrive a distanza di un quarto di secolo – è stata necessaria ("questione di esistenza, di vita o di morte"), anche se a quella esperienza hanno partecipato "varie specie di persone": eroi veri, ma anche "cantambanchi", profittatori vari e personaggi ambigui ("molte persone fattesi tenenti, capitani, maggiori, girovagavano per la provincia, annunziandosi messi di Garibaldi per tentare la fortuna").
Una volta congedato, Bellini, nonostante le sollecitazioni di Carlo Poerio, rinuncia ad intraprendere una carriera politica a livello nazionale (con una nomina a prefetto) e ritorna alla direzione del giornale, di cui pubblica una nuova serie nel 1862 con la testata Il Sannita Unitario. Ne escono cinque numeri con cadenza irregolare sino al marzo 1863. È confermata la linea politica di fondo a carattere moderato ("una opposizione costante al dispotismo ed alle utopie"), fortemente anticlericale e sostenitrice di una dura repressione del brigantaggio, ma l'attenzione si sposta sulla crescita economica e sociale del Molise nel nuovo Stato unitario e sulle promesse deluse di cambiamento. Bellini entra in polemica con le modalità con cui si realizza l'unificazione amministrativa, con la legge sulle tasse di registro, a difesa di un Mezzogiorno di cui – sostiene - non si conoscono i problemi. Bellini rifiuta il pregiudizio negativo sulla legislazione borbonica, contrapponendo un Nord avanzato ma "barbaro", ad un Sud civile, ma umiliato e sacrificato, dove "si è distrutto il passato, ed il distruggere è facile ad ognun, senza riedificare e rimetterci al livello dei tempi".
Il Sannita Unitario riprende le pubblicazioni nel 1865. Ne usciranno ventuno numeri sino al settembre. Il giornale si dedica solo saltuariamente alle grandi questioni della politica nazionale, con articoli che attaccano il governo e rivelano forti sentimenti anticlericali, tanto da rifiutare l'idea stessa di una "conciliazione" con il Papato, considerato istigatore del brigantaggio.
Al centro delle preoccupazioni di Bellini sono piuttosto i temi dello sviluppo locale: l'agricoltura, il fisco, le infrastrutture, la pubblica istruzione etc. Il giornale si scaglia sistematicamente contro il "nuovo corso" e l'incapacità dello Stato unitario di esprimere una buona amministrazione per il Mezzogiorno, della cui arretratezza il Molise e la città di Campobasso sono la desolante vetrina, ma anche contro l'assenteismo della classe dirigente locale, in particolare sulla questione cruciale del collegamento ferroviario. Il tono aspro delle sue polemiche, ispirate ad una visione insieme conservatrice e "garibaldina", lo condannano ad una progressiva emarginazione: le sue iniziative giornalistiche restano tormentate, osteggiate dai nuovi gruppi dirigenti ed economicamente fallimentari, mentre i suoi ruoli istituzionali non vanno oltre quello di presidente del Comizio Agrario.
In quegli anni comincia a svilupparsi in Bellini una diagnosi ancora più radicale, secondo la quale il rapido deterioramento della qualità e dell'etica del governo (sia nazionale che locale) viene ricondotta all'intreccio di interessi particolari (le "chiesuole"), che si realizzava nell'abusiva estensione del "parlamentarismo" anche alle funzioni esecutive. Queste posizioni sono ulteriormente proposte in un nuovo periodico fondato e diretto da Bellini, la "Democrazia alla Moda" (marzo 1876 – settembre 1877).
Resta ancora il prestigio, non solo locale, che gli deriva in particolare dalla conoscenza del settore agricolo. Egli è l'autore della relazione su Campobasso che confluisce nella Inchiesta Jacini e dove peraltro non manca la riflessione politica: "Altra è la libertà di nome, altra la libertà di fatto". Dal 1879 partecipa all'amministrazione comunale guidata da Luigi Mascilli, esperienza che si chiude nel 1882, con una violenta polemica sulle scelte urbanistiche, e con uno sterile tentativo di candidatura alle elezioni politiche ("sfiduciati disertammo il campo... oggi non sono possibili elezioni senza forte spesa...").

### Gli anni romani
Nello stesso 1882 Bellini, ormai politicamente emarginato in Molise, si trasferisce a Roma. Qui pubblica un opuscolo su "Il Parlamentarismo e la Repubblica" (1884), che ha una breve eco nazionale, e fonda un nuovo periodico, "Il Parlamentarismo", di cui riuscirà a pubblicare solo quattro numeri (maggio 1885). In questi scritti domina la percezione di un malcontento diffuso e crescente nei confronti del sistema, nello stesso momento in cui la questione sociale "forte picchia alle nostre porte".
Decisiva è l'esperienza di vita in una Roma dove la finanza pubblica, gestita dalle nuove élite (una “aristocrazia di fatto”), permette i più dubbi sviluppi edilizi e infrastrutturali, ma non la diminuzione del prezzo del sale. Partecipando al più ampio dibattito politico-istituzionale del tempo sulle tendenze degenerative del governo parlamentare, Bellini fa evolvere la propria posizione ben oltre la semplice richiesta di un ritorno allo Statuto, che aveva sostenuto in passato e che diventerà poi il perno del programma di Sonnino. Delinea invece una riforma assai più radicale, evocando una "repubblica" (etimologicamente intesa) con forme di partecipazione popolare ad ampio suffragio sul modello dei cantoni svizzeri.
La sua morte, il 14 settembre 1889, è riportata dalla stampa dell'epoca come quella di "uno dei patrioti più modestamente operosi delle province meridionali". Domenico Bellini è sepolto nel Cimitero del Verano in Roma. La città di Campobasso gli ha intitolato una strada, traversa di via XXIV Maggio.

## Scritti principali
- Memorie istoriche e documenti della città di Campobasso (coautore con F. De Attellis), Firenze: Le Monnier, 1869
- Monografia agricola industriale del Circondario di Campobasso, Campobasso: Colitti, 1879
- Discorso al Consiglio Provinciale letto dal Signor Domenico Bellini in occasione dell'apertura del Museo Sannitico Provinciale, Campobasso: Colitti, 1882
- Il corrispondente da S. Stefano del giornale "La Democrazia alla Moda" agli elettori dell'Italia tutta, Campobasso: Colitti, 1882
- Il Parlamentarismo e la Repubblica. Lettera all'on. Antonio Cardarelli, Roma: Perino 1884